# Андреас I фон Хоенлое-Браунек
Андреас I фон Хоенлое-Браунек (на немски: Andreas von Hohenlohe-Brauneck in Brauneck; † 4 април 1318) е господар на Хоенлое-Браунек в Браунек, днес в Креглинген, Вюртемберг.
Той е син на Готфрид фон Хоенлое-Браунек († 1312) и първата му съпруга Вилебирг († сл. 1278). Внук е на Конрад фон Хоенлое-Браунек-Романя († 1249) и Петриса фон Бюдинген († сл. 1249), наследничка във Ветерау.
Брат е на Готфрид II († 1354), господар на Грундлах.
Андреас I фон Хоенлое-Браунек умира 4 април 1318 г. и е погребан в църквата на босоносците в Ротенбург.

## Фамилия
Андреас I фон Хоенлое-Браунек се жени пр. 3 април 1311 г. за Евфемия фон Тауферс († 1329), дъщеря на Улрих II фон Тауферс († 1293) и вер. графиня Евфемия фон Хойнбург († 1312/1316). Те нямат деца.